# Attentat de Iessentouki
 (avril 2022).
L'attentat de Iessentouki est une attaque terroriste survenue le 5 décembre 2003 à Iessentouki, dans le kraï de Stavropol, en Russie, lorsqu'une explosion dans un train de banlieue a tué au moins 46 personnes et en a blessé plus de 170 autres.

## Attentat
Un train électrique régional dans le kraï de Stavropol faisait la navette entre Kislovodsk et Mineralnye Vody dans le kraï de Stavropol, lorsqu'un kamikaze armé d'explosifs équivalant à environ 7 kilogrammes de TNT a explosé alors que le train quittait la gare de Iessentouki.
La responsabilité de l'attaque a été immédiatement pointée vers des terroristes tchétchènes, qui avaient commis des attaques précédentes contre des trains sur la ligne peu avant, dont une le 3 septembre 2003, tuant 7 personnes et en blessant plus de 80. Ibragim Israpilov, un ancien responsable local de Tchétchénie, a été reconnu coupable en 2004 d'avoir organisé l'explosion de septembre et condamné à 20 ans d'emprisonnement. Il est parfois rapporté à tort comme étant derrière l'attentat du 5 décembre. Une autre série d'attentats-suicides et d'autres attentats terroristes en Tchétchénie et à Moscou et aux alentours s'est également produite en 2003, ce qui a renforcé les soupçons.
En décembre 2009, il n'y avait eu aucune arrestation ni condamnation pour l'attaque de Iessentouki.